# 腊山街道 (济南市)
腊山街道是中华人民共和国山東省济南市槐荫区下辖的一个街道办事处。

## 行政区划
腊山街道下辖以下村级行政区划单位：
国际花都社区、泉景园社区、中央花园社区、腊山南苑第一社区、腊山南苑第二社区、大杨庄村、水屯村、王府庄村、任家庄村、张家庄村、前周王庄村、后周王庄村和河头王庄村。